# Hull Stingrays
Die Hull Stingrays waren ein 2003 gegründeter Eishockeyclub der Stadt Kingston upon Hull in England. Sie spielten bis in der britischen Elite Ice Hockey League. Die Spiele wurden in der Hull Ice Arena ausgetragen und die Vereinsfarben sind weiß, blau und grün.
Früher hieß die Mannschaft Hull Thunder (1999–2003), Kingston Hawks (1996–1999), Humberside Hawks (1993–1996) und Humberside Seahawks (1988–1993).
Das Team ersetzte die Hull Thunders 2003 als Mitglied der British National League. Nach der Abschaffung der BNL wechselten die Hull Stingrays zur Saison 2006/07 in die EIHL.
Im Juni 2015 ging der Club in die Insolvenz.